# Национална библиотека Јерменије
Национална библиотека Јерменије (јерм. Հայաստանի Ազգային Գրադարան; Hayastani Azgayin Gradaran) национална је јавна библиотека у Јеревану, главном граду Јерменије. Основана је 1832. године као део Државне гимназије у Јеревану, а данас представља службени културни депозит целе републике. Члан је Савета европских националних библиотекара (енгл. Conference of European National Librarians; скраћено CENL).
Садашња зграда библиотеке датира из 1939. године и смештена је у улици Терјан у округу Кентрон. Дизајнирана од стране Александра Таманијана, ова библиотека данас чува око седам милиона књига. Између 1925. и 1990. године библиотека је носила име Александар Мјасникјан.
Најстарија штампана књига која се налази у библиотеци је Урбатагирк, објављена у Венецији 1512. године, док најстарија мапа потиче из 1695. године и објављена је у Амстердаму, а најстарије новине су Аздарар, које датирају из 1794. године и штампане су у Мадрасу.